# 296-я стрелковая дивизия (2-го формирования)
296-я стрелковая дивизия — пехотная дивизия Красной Армии Советского Союза во время Великой Отечественной войны. Сформированная летом 1943 года в Грузии, в боевых действиях не вступала и была расформирована в начале 1946 года.

## История
Формирование 296-й стрелковой дивизии (2-го формирования) проходило с 16 июля по 1 августа 1943 года в Кутаиси . Входила в состав Закавказского фронта с 16.07.1943 года по 08.1945 года.
После расформирования фронта, дислоцированная в Поти, передана в состав Тбилисского военного округа.
296 сд была расформирована с 23.12.1945 года до 11.02.1946 года в Гори.